# Čistota vody

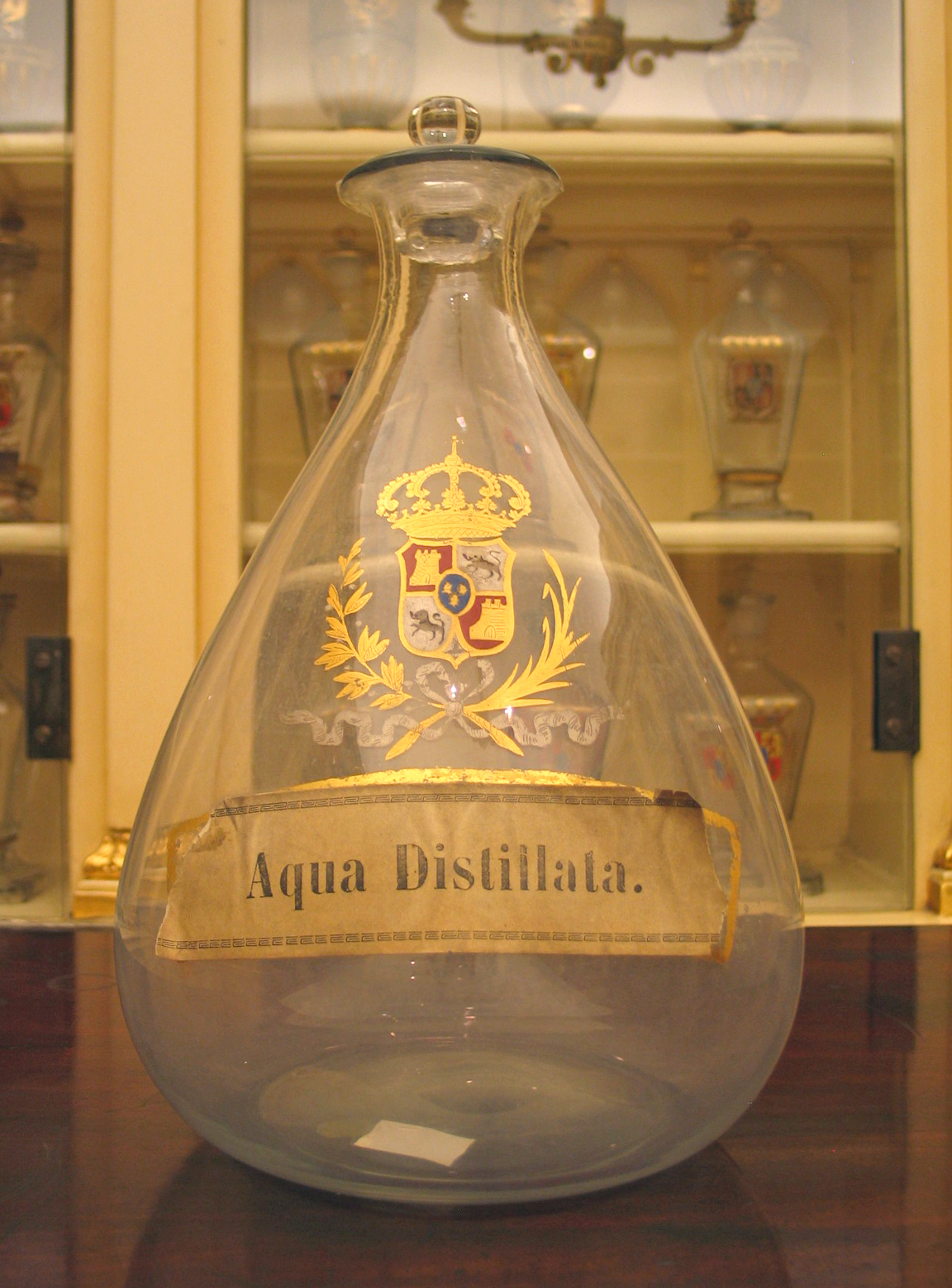
Láhev na destilovanou vodu

Čistota vody je obecný pojem, vyjadřující obsah cizích látek ve vodě. Skutečně chemicky čistou vodu H2O lze připravit pouze laboratorně. Čistotu vody je nutno posuzovat individuálně v závislosti na tom, k jakému účelu je voda využívána. Pojem čistota vody se v odborné terminologii používá především v souvislosti s vodou určenou k laboratornímu a technickému využití, jako je destilovaná či demineralizovaná voda. U přírodních a pitných vod se používá spíše pojem jakost, či kvalita vody, protože úplná chemická čistota u nich není žádoucí. Například pitná voda je díky svému obsahu minerálních látek vhodná pro pití, ale již se nehodí pro ředění analytických vzorků nebo chlazení pájecích pecí - v prvním případě může ovlivňovat výsledek analýzy, v druhém případě může docházet ke vzniku kotelního kamene.

## Rozdělení vody dle požadavků na kvalitu

### Pitná voda
Pitná voda je definována jako voda, která prošla procesem úpravy a vyhovuje stanoveným požadavkům. Požadavky na kvalitu pitné vody upravuje vyhláška 252/2004 Sb.[nedostupný zdroj] o hygienických požadavcích na pitnou a teplou vodu a četnost kontrol. Zvláště pak v příloze 1[nedostupný zdroj] je tabulka, která ustanovuje nejnižší a mezní koncentrace a hraniční hodnoty jednotlivých vlastností vzorků vod.

### Užitková voda
Užitková voda je obecně vzato voda, která není upravena jako pitná, proto je levnější a je jí možno využívat pro úklid, ohřev atd. V průmyslu se pro tuto vodu může využívat i pojem provozní voda. Požadavky na její kvalitu se různí v závislosti na jejím využití a často musí být upravována, např. filtrací či změkčením.

### Odpadní voda
Odpadní voda je voda, jejíž kvalita byla zhoršena lidskou činností. Při procesu čištění odpadní vody dochází k oddělení vody, která je ještě dále přečišťována, a kalů a dnových sedimentů. Kaly z čištění odpadních vod se označují jako aktivovaný kal a podle kvality se mohou dále využívat (např. výroba bioplynu), nebo se skládkují (např. kvůli obsahu těžkých kovů).

## Zjišťování kvality vody
Čistota vody je zjišťována souborem chemicko-fyzikálních metod, zajišťujících podrobné stanovení vlastností vzorku. Každá z těchto vlastností má mezní hodnotu pro daný typ vody.

### Organoleptické a fyzikální vlastnosti
- barva, pach, chuť, zákal (turbidita), průhlednost, teplota - 6 základních organoleptických vlastností
- absorbance
- konduktivita
- mineralizace - celková
- neutralizační kapacity - KNK (kyselinová neutralizační kapacita) a ZNK (zásadová neutralizační kapacita)
- rozpuštěné a nerozpuštěné látky
- oxidačně redukční potenciál - oxidace a redukce = změna oxidačních čísel

### Obsah kovů ve vzorcích
- hliník - mezní hodnota - 0,20 mg/l
- hořčík a vápník - stanovují se dohromady a zvlášť - ukazatelé tvrdosti vody
- mangan - mezní hodnota - 0,05 mg/l
- železo - mezní hodnota - 0,2 mg/l
- další kovy: arsen, antimon, berylium, chrom, kadmium, měď, nikl, rtuť, selen, sodík, stříbro ...

### Nekovy a polokovy
- dusík - formy dusičnanové, dusitanové i amonné ionty
- fosfor - fosforečnany
- chlor - jakož i ostatní halogeny
- síra - dusičnanová i ostatní formy
- křemík - obsažen zejména ve formě kyseliny křemičité
- Kyanidy -
- kyslík - rozpuštěný
- CO2 - oxid uhličitý a jeho formy
- kyselost - pH
- další prvky - stanovování pomocí vysoce přesných analytických přístrojů ( HPLC, GC, ...)

### Organické látky
- Biochemická spotřeba kyslíku - BSK
- Chemická spotřeba kyslíku - CHSK
- TOC - Celkový organický uhlík
- stanovování organických látek dle jejich vlastností

### Mikrobiologický rozbor
- Escherichia coli
- koliformní bakterie
- enterokoky
- anaerobní klostridia

## Úprava kvality vody
Úprava kvality vody probíhá mnoha různými způsoby v závislosti na jejím využití. Nejčastěji bývá filtrována a deionizována, pitná voda se naopak může obohacovat minerály. Průmyslově znečištěnou vodu je často nutno zbavit těžkých kovů nebo ropných sloučenin.